# Eritrichium lasiocarpum
Eritrichium lasiocarpum là loài thực vật có hoa trong họ Mồ hôi. Loài này được W.T.Wang mô tả khoa học đầu tiên năm 1980.